# Kimia Alizadeh
Kimia Alizadeh Zonoozi (in persiano کیمیا علیزاده زنوزی‎; Karaj, 10 luglio 1998) è una taekwondoka iraniana naturalizzata bulgara. Grazie al bronzo conquistato a Rio de Janeiro 2016, è stata la prima donna iraniana a vincere una medaglia ai Giochi olimpici.

## Biografia
È stata la portabandiera dell'Iran durante i giochi olimpici giovanili di Nanchino 2014. Ha partecipato al torneo dei -63 kg, guadagnando la medaglia d'oro garia alla vittoria in finale contro la russa Julija Turutina.
Ai Giochi olimpici di Rio de Janeiro 2016 ha vinto la medaglia di bronzo nella categoria fino a 57 chilogrammi.
Il 13 gennaio 2020 ha annunciato sui social network di aver lasciato l'Iran descrivendosi come «una delle milioni di donne oppresse» del paese e accusando il governo iraniano di aver usato i suoi risultati sportivi per farsi propaganda.

## Palmarès
- Giochi olimpici

Rio de Janeiro 2016: bronzo nei -57 kg.
Parigi 2024: bronzo nei -57 kg.
- Campionati mondiali di taekwondo

Čeljabinsk 2015: bronzo nei -57 kg.
Muju 2017: argento nei -62 kg.
- Campionati asiatici

Ho Chi Minh 2018: bronzo nei -62 kg.
- Campionati europei

Manchester 2022: bronzo nei -62 kg.
Belgrado 2024: oro nei -62 kg.
- Giochi olimpici giovanili

Nanchino 2014: oro nei -63 kg.